# جمعية الشارقة الخيرية
جمعية الشارقة الخيرية، هي مؤسسة خيرية، وهي الوحيدة المرخصة في إمارة الشارقة، ولها أربعة افرع رئيسية في الإمارة، بالإضافة إلى عدد كبير من المشاريع الخيرية، في كافة بقاع العالم.

## التأسيس
تأسست جمعية الشارقة الخيرية، في 19 شهر 3 1989م، بمرسوم أميري صادر عن الشيخ سلطان بن محمد القاسمي، حاكم إمارة الشارقة، وتم تحديد صلاحياتها، وأعضاء مجلس إدارتها، ونظامها التأسيسي فيه، تحت مسمى «جمعية الأعمال الخيرية» وبعد ذلك تم تعديل مسمى «جمعية الأعمال الخيرية» ليصبح «جمعية الشارقة الخيرية» بتاريخ 27 شهر 5 2005م

## المساهمات الخارجية
للجمعية أنشطة كبيرة في داخل دولة الإمارات العربية المتحدة وخارجها في مجالات مختلفة من أنشطة العمل الإنساني مثل كفالة الأيتام وبناء المستشفيات وحفر الآبار وغيرها من الأنشطة ولها علاقات ومشاريع في كثير من دول العالم في قارتي آسيا وأفريقيا وبرنامج قلبي اطمأن

## اللجنة النسائية
وتمثل ذراع الأنشطة الداخلية للجمعية ويقع مقرها الرئيسي في مسجد وجامع الملك فيصل في الشارقة
يعتبر عمل اللجنة النسائية جزءا أساسيا في عمل الجمعية ككل، حيث تعنى اللجنة بدراسة الحالات الخاصة بالنساء، وخاصة المهجورات والمطلقات والأرامل، وتحاول اللجنة باستمرار ممارسة دورها الفاعل في تخفيف ضغوط الحياة عن هذه الحالات التي تمثل قطاعا عريضا من الأسر المحتاجة، وذلك من خلال فلسفة تقوم على توفير بعض فرص العمل وخاصة الأعمال الحرفية، مثل توفير مكائن الخياطة لهذه الأسر وأعمال التطريز والمصنوعات والمنتجات اليدوية، وتيسر أيضا سبل تسويق هذه المنتجات من خلال المعارض الخيرية التي تقيمها اللجنة على مدار العام.

## الأفرع
- فرع دبا الحصن
- فرع خور فكان
- فرع الذيد
- فرع كلباء
- فرع المدام